# Sophie Ridderståhle
Fredrica Sophie Ridderståhle, född 1780, död 1804 i Mörskom, Savolax, Finland, var en svensk textilkonstnär.
Hon var dotter till kaptenen Håkan Fredrik Ridderståhle och Sophia Gowenia och gift med kyrkoherden Gustaf Adolf Belitz. Det finns inte några noteringar om hennes verksamhet och man vet inte heller hur stor hennes produktion var. Hon var representerad med ett silkesbroderi föreställande Drottningholms slott från 1797 på utställningen Rokoko och gustavianskt vid Skånska konstmuseum i Lund 1938.   